# 2004 FW164
2004 FW164, também escrito como 2004 FW164, é um objeto transnetuniano que está localizado no Cinturão de Kuiper, uma região do Sistema Solar. Este corpo celeste é classificado como um plutino, pois, o mesmo está em uma ressonância orbital de 2:3 com o planeta Netuno. Ele possui uma magnitude absoluta de 8,1 e tem um diâmetro estimado com 106 km.

## Descoberta
2004 FW164 foi descoberto no dia 20 de março de 2004.

## Órbita
A órbita de 2004 FW164 tem uma excentricidade de 0,162 e possui um semieixo maior de 39,743 UA. O seu periélio leva o mesmo a uma distância de 33,295 UA em relação ao Sol e seu afélio a 46,191 UA.